# Arlindo Cruz
 (8 août 2025).
Le texte peut changer fréquemment, n’est peut-être pas à jour et peut manquer de recul. N’hésitez pas à participer, en veillant à citer vos sources.
Pour les articles homonymes, voir Cruz.
Arlindo Domingos da Cruz Filho, ou simplement Arlindo Cruz, né le 14 septembre 1958 à Rio de Janeiro et mort le 8 août 2025 dans la même ville, est l'un des plus importants compositeurs de samba et de pagode brésilien.

## Biographie
Arlindo Cruz naît le 14 septembre 1958 à Rio de Janeiro au Brésil.
D'abord connu comme compositeur, Arlindo Cruz a ensuite chanté ses propres compositions et acquis une certaine notoriété en tant que membre du groupe Fundo de Quintal, dans lequel il est resté jusqu'en 1993.
Frère du compositeur Acyr Marques (pt), Arlindo Cruz a commencé sa carrière en 1981 dans les cercles de samba du Cacique de Ramos (pt), aux côtés d'artistes tels que Jorge Aragão, Beto sem Braço (pt) et Almir Guineto. Cruz est devenu célèbre pour ses compositions, qui ont été enregistrées par divers artistes dans les années 1990. En collaboration avec le chanteur de samba Sombrinha, il a publié cinq albums entre 1996 et 2002.
En 2017, il fait équipe avec son fils Arlindinho (pt) pour le projet Pagode 2 Arlindos. Cependant, en mars de la même année, il est victime d'un accident vasculaire cérébral hémorragique (AVC) qui le maintient hospitalisé et entraîne des complications qui arrêtent sa carrière artistique. Depuis lors, Arlindo Cruz a subi divers traitements pour tenter de combattre les effets secondaires causés par l'AVC. 
Arlindo Cruz a remporté plus de vingt-six prix, dont le 26e prix de musique brésilienne, et a gagné dix-neuf concours de samba-enredo pour les écoles Império Serrano, Acadêmicos do Grande Rio, Unidos de Vila Isabel et Leão de Nova Iguaçu.
Il a notamment fait partie du groupe Fundo de Quintal.
Lors de son unique concert à Paris, il avait accordé un entretien au site web bossanovabrasil.fr.
Arlindo Cruz meurt à l’âge de 66 ans dans sa ville natale, Rio de Janeiro, le 8 août 2025.

## Discographie
(août 2025).
- 1981 : Samba é no Fundo de Quintal Vol.2
- 1983 : Nos pagodes da vida
- 1984 : Seja sambista também
- 1985 : Divina Luz
- 1986 : O Mapa da Mina
- 1987 : Do Fundo do Nosso Quintal
- 1988 : O Show tem que continuar
- 1989 : Ciranda do Povo
- 1990 : Ao Vivo
- 1991 : É aí que quebra a rocha
- 1993 : Arlindinho
- 1996 : Da Música
- 1997 : Samba é nossa cara
- 1998 : Pra ser Feliz
- 2000 : Ao Vivo
- 2002 : Hoje Tem Samba
- 2003 : Pagode do Arlindo Ao vivo
- 2007 : Sambista Perfeito
- 2008 : Sem Limites
- 2009 : MTV Ao Vivo Arlindo Cruz
- 2011 : Batuques e Romances
- 2012 : Batuques Do Meu Lugar